# Хосе Санфіліппо
Хосе Санфіліппо (ісп. José Sanfilippo, нар. 4 травня 1935, Буенос-Айрес) — аргентинський футболіст, що грав на позиції нападника.
Виступав, зокрема, за клуб «Сан-Лоренсо», а також національну збірну Аргентини. У складі збірної — переможець чемпіонату Південної Америки та учасник двох чемпіонатів світу. Посідає 6 місце за загальною кількістю голів у чемпіонаті Аргентини — 226 м'ячів.

## Клубна кар'єра
Народився 4 травня 1935 року в місті Буенос-Айрес. Вихованець футбольної школи клубу «Сан-Лоренсо». Дебютував за першу команду 15 листопада 1953 року у матчі чемпіонату проти «Ньюеллс Олд Бойз» в Росаріо. Наступного тижня він забив два голи на «Гасометро» «Бенфілду» (4:0). У 1954 році він залишався запасним гравцем, але в 1955 році йому вдалося стати основним нападником, забивши в цьому сезоні 15 голів.

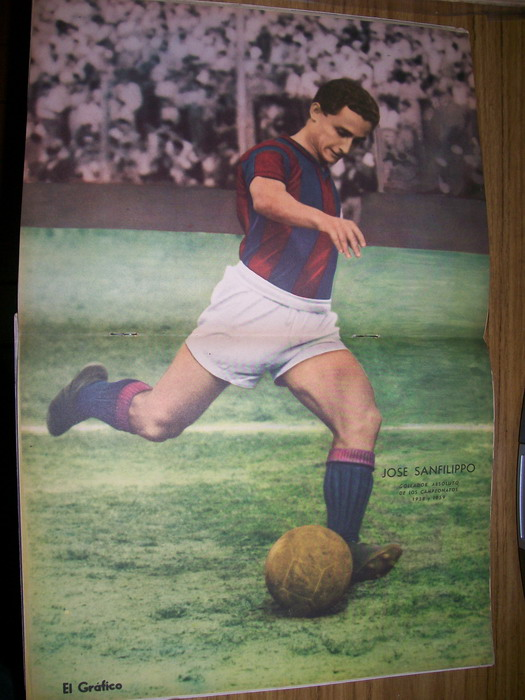
Хосе Санфіліппо у 1960 році.

У 1959 році він виграв чемпіонат Аргентини з «Сан-Лоренцо», а також вдруге поспіль став найкращим бомбардиром чемпіонату. Загалом в період з 1958 по 1961 рік незмінно чотири рази поспіль ставав найкращим бомбардиром чемпіонатів Аргентини. Результат в 34 забитих голи в 1960 році зробив його також і найкращим бомбардиром серед всіх чемпіонатів в Південній Америці. Загалом у своїй рідній команді Хосе провів десять сезонів, взявши участь у 232 матчах чемпіонату, в яких забив 192 голи.
У 1963 році він приєднався до «Бока Хуніорс», з якою дійшов до фіналу Копа Лібертадорес 1963 року. У фіналі «Бока» програла бразильському «Сантосу» з Пеле (2:3, 1:2), але Санфіліппо все ж став найкращим бомбардиром турніру із семи забитими голами
. Втім незабаром Хосе змушений був покинути команду через дисциплінарні проблеми.
Наступного року Санфіліппо грав за уругвайський «Насьйональ», де забив 29 голів у 32 матчах у всіх змаганнях, звідки через рік повернувся в Аргентину, але цього разу до клубу «Банфілд», де пробув два сезони.
Згодом з 1968 року Хосе виступав у Бразилії, де спочатку недовго грав за «Бангу», а потім чотири роки виступав за «Баїю». З нею у 1970 та 1971 роках він виграв чемпіонат штату Баїя.
У 1972 році він повернувся до рідного «Сан-Лоренсо», тренером якого став попрацювавший у Європі Хуан Карлос Лоренсо. У чемпіонаті Метрополітано він зіграв вісім ігор, забивши таку ж кількість голів, і зміг стати чемпіоном. У турнірі Насьйональ того ж року він зіграв десять ігор, вигравши і цей чемпіонат, після чого завершив ігрову кар'єру.
Протягом цих років двічі виборював титул чемпіона Аргентини.
У 1976 році недовго попрацював на посаді головного тренера, керуючи клубом «Велес Сарсфілд».
У 1978 році на прохання Оскара Россі, його колишнього товариша по «Сан-Лоренцо», який на той момент був головним тренером клубу «Атлетіко Сан-Мігель», він відновив кар'єру, погравши з командою у четвертому дивізіоні.

## Виступи за збірну
1957 року дебютував в офіційних матчах у складі національної збірної Аргентини і того ж року виграв з командою чемпіонат Південної Америки 1957 року у Перу, зігравши у чотирьох матчах на турнірі.
Наступного року у складі збірної був учасником чемпіонату світу 1958 року у Швеції, але на поле не виходив. А на наступному чемпіонаті світу 1962 року у Чилі Санфіліппо зіграв у перших двох іграх групового етапу і забив гол у матчі проти Англії (1:3).
Між «мундіалями» Санфіліппо зіграв у чемпіонаті Південної Америки 1959 року в Еквадорі, де разом з командою здобув «срібло», і забивши 6 голів у 4 матчах став найкращим бомбардиром турніру.
Всього протягом кар'єри у національній команді, яка тривала 6 років, провів у її формі 29 матчів, забивши 21 гол і увійшов таким чином разом із Леопольдо Луке до 10 найкращих бомбардирів в історії збірної Аргентини.

## Титули і досягнення

### Командні
- Чемпіон Аргентини (3):

«Сан-Лоренсо»: 1959, Метрополітано 1972, Насьйональ 1972
- Переможець Ліги Баїяно (2):

«Баїя»: 1970, 1971
- Переможець Панамериканських ігор: 1955
- Переможець чемпіонату Південної Америки: 1957, 1959 (Аргентина)
- Срібний призер Чемпіонату Південної Америки: 1959 (Еквадор)

### Особисті
- Найкращий бомбардир чемпіонату Аргентини (4): 1958 (28 голів), 1959 (31 гол), 1960 (34 голи), 1961 (26 голів)
- Найкращий бомбардир чемпіонату Південної Америки: 1959 (6 голів)
- Найкращий бомбардир Кубка Лібертадорес: 1963 (7 голів)

## Галерея

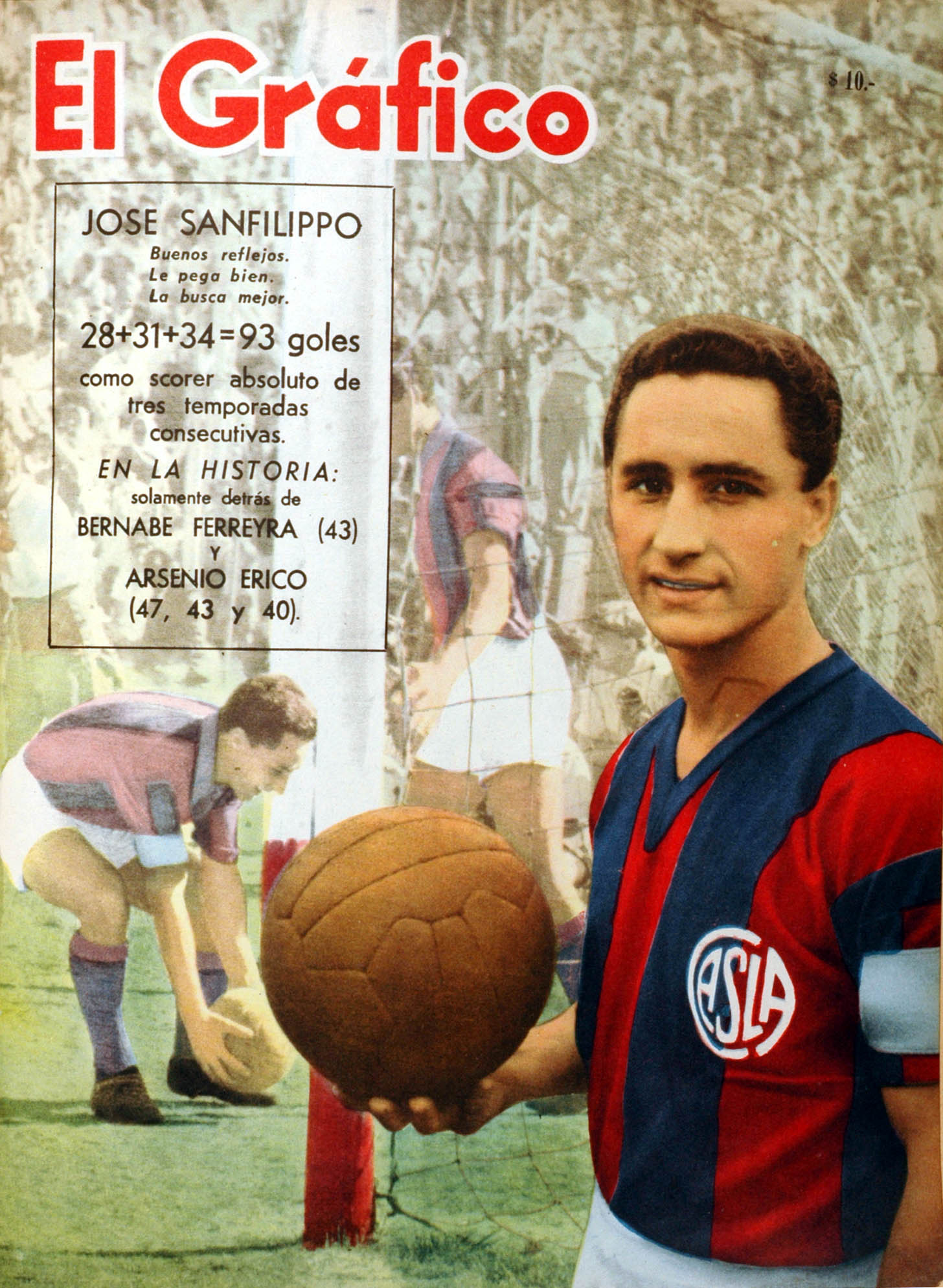
Хосе Санфіліппо у складі «Сан-Лоренсо» у 1961 році
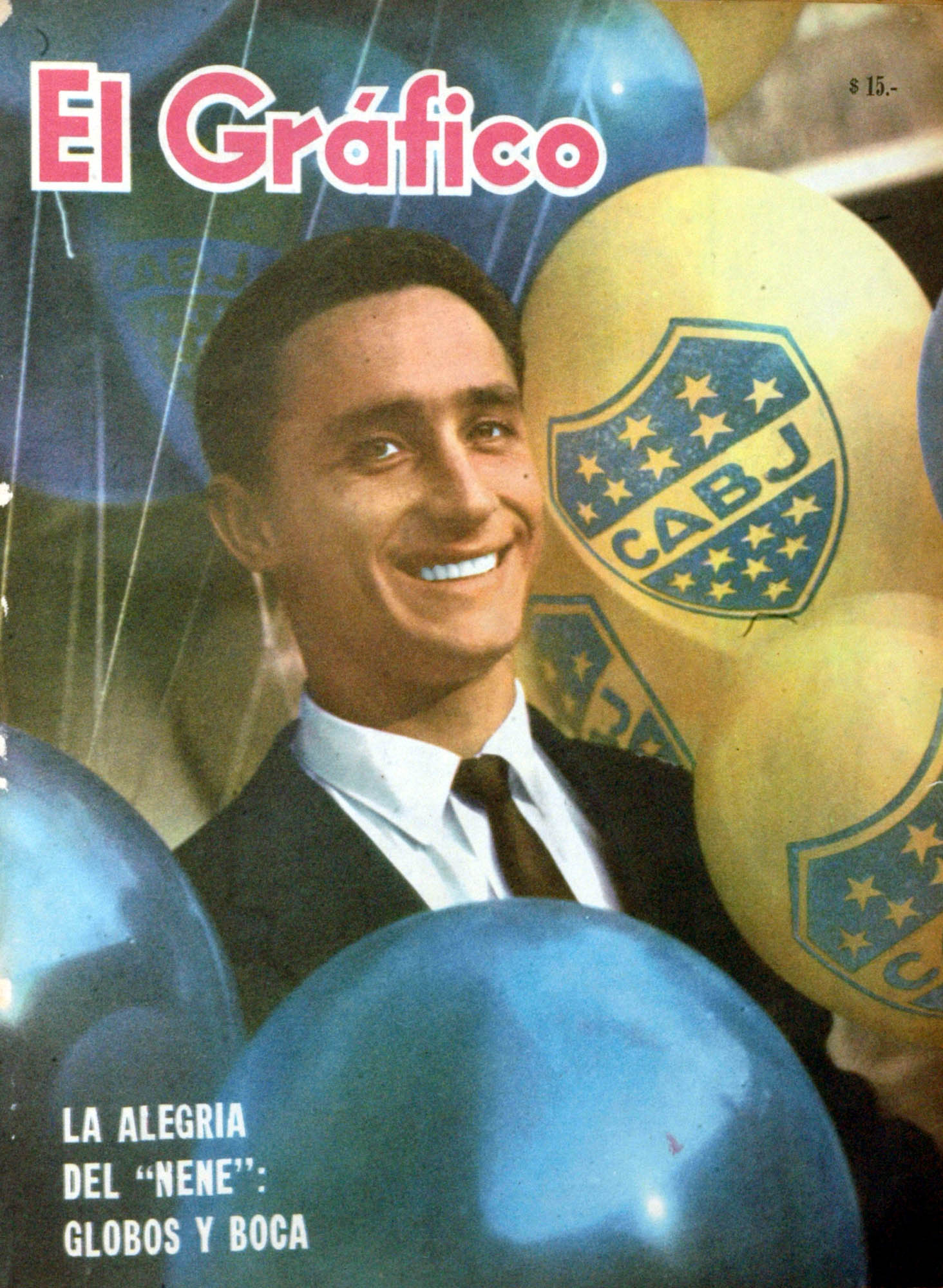
Хосе Санфіліппо після переходу у «Бока Хуніорс».
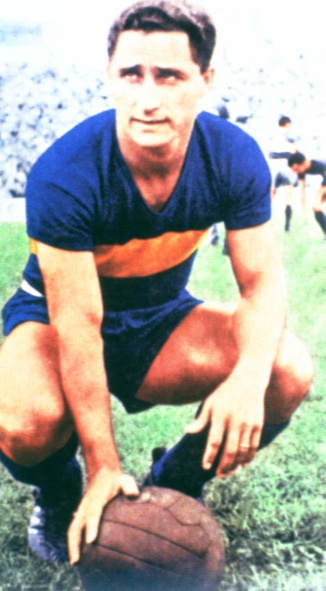
Хосе Санфіліппо у складі «Бока Хуніорс» у 1963 році
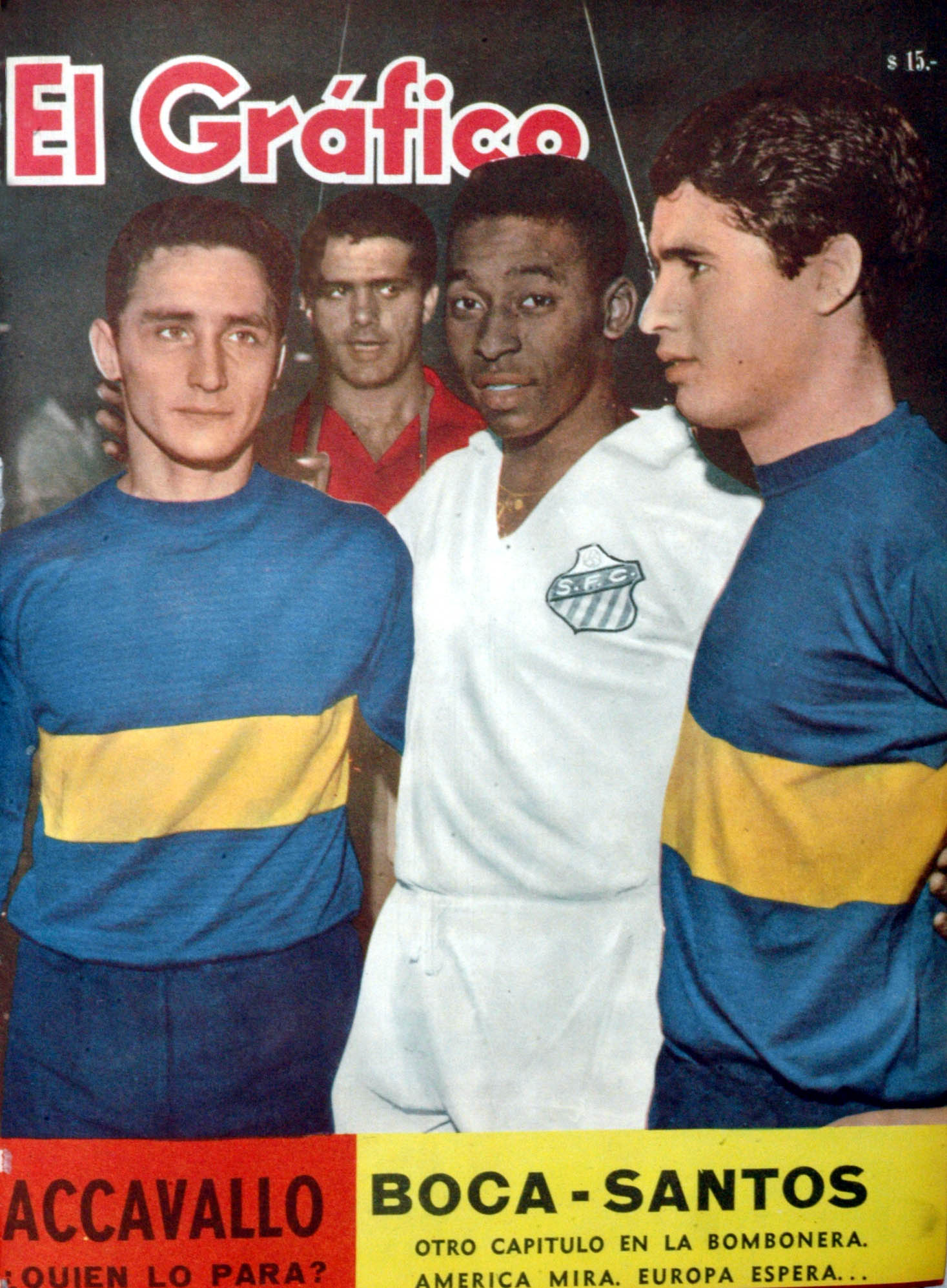
Хосе Санфіліппо та Пеле у фіналі Кубка Лібертадорес 1963 року.
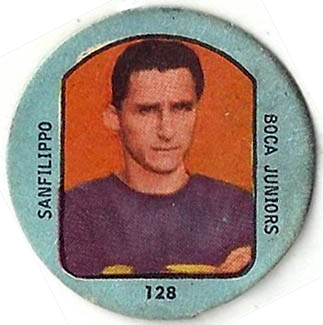
Футбольна картка Хосе Санфіліппо. Біля 1965 року.
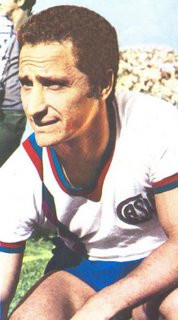
Хосе Санфіліппо у складі «Сан-Лоренсо» у 1972 році
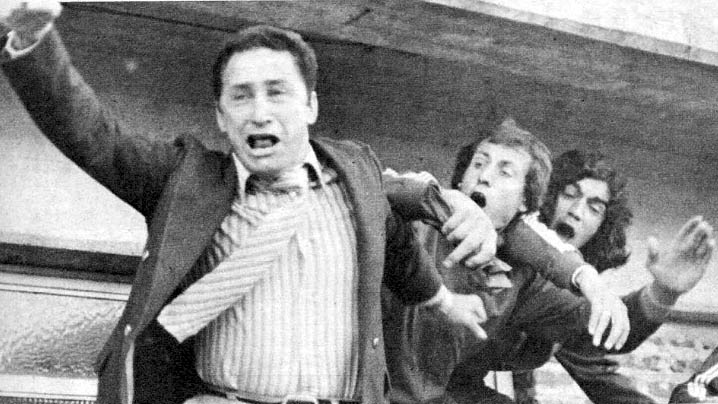
Хосе Санфіліппо святкує гол як тренер «Велес Сарсфілда». 1976 рік.
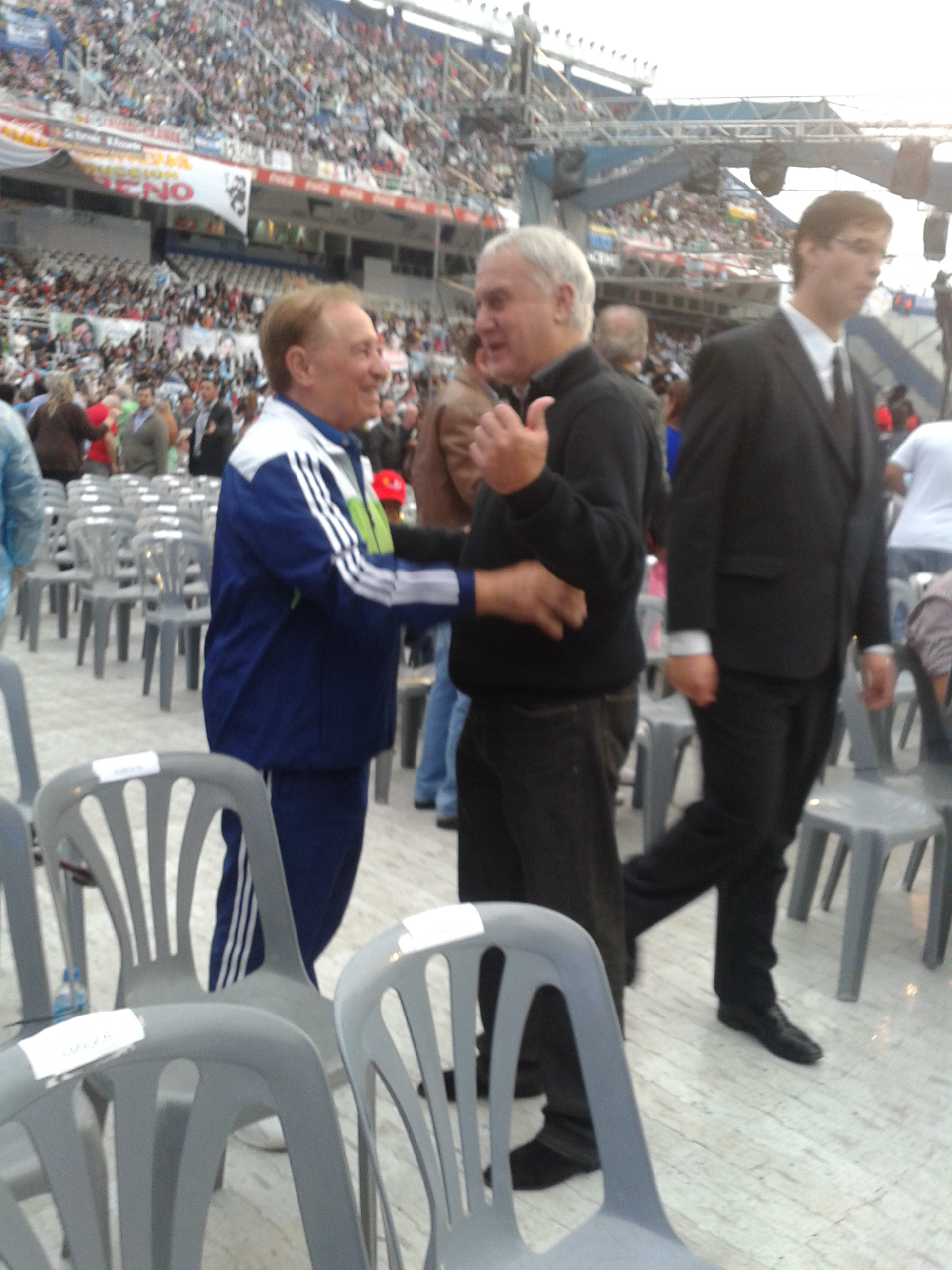
Хосе Санфіліппо та Норберто Алонсо у 2015 році.